# What Doesn't Kill You...
What Doesn’t Kill You ... (Lo Que No Te Mata...) es el décimo y último álbum de estudio de la banda estadounidense de rock Blue Cheer publicado mientras todavía estaban activos.
El disco fue concebido como una idea propuesta por Andrew MacDonald a sus compañeros Dickie Peterson y Paul Whaley con el propósito de darle un cierre a lo grande a la historia musical de Blue Cheer, pues habían pasado ya más de 10 años desde su último lanzamiento y la actividad de la banda había estado empezando a disminuir por problemas relacionados con la salud de Dickie Peterson, al que más tarde le sería diagnosticado cáncer de hígado y próstata, lo que fue un duro golpe para él ya que en palabras posteriores de MacDonald, "su vida era la música y más que nada poder tocar en vivo", por lo que la banda quiso aprovechar el tiempo que aún les quedaba antes del inminente final. El álbum fue grabado en los estudios Polar Bear Lair en el año 2005, pero su lanzamiento se retrasó hasta dos años después en el 2007 y contó con la participación del ex-baterista de Pentagram y Raven Joe Hasselvander.
Dentro del listado de canciones se incluye una nueva versión de su canción "Just a Little Bit", originalmente de su álbum Outsideinside, y una versión del clásico del blues "Born Under a Bad Sign" de Albert King. David Fricke ha llamado al álbum, "una fuerte carta de presentación" para todos aquellos que no les conozcan.

## Listado de canciones
| N.º   | Título                      | Escritor(es)                               | Duración |  |
| 1.    | «Rollin' Dem Bones»         | MacDonald, Peterson                        | 4:46     |  |
| 2.    | «Piece O' The Pie»          | MacDonald, Peterson                        | 5:04     |  |
| 3.    | «Born Under a Bad Sign»     | Albert King, William Bell, Booker T. Jones | 3:35     |  |
| 4.    | «Gypsy Rider»               | MacDonald, Peterson                        | 4:50     |  |
| 5.    | «Young Lions in Paradise»   | Dickie Peterson                            | 6:45     |  |
| 6.    | «I Don't Know About You»    | MacDonald, Peterson                        | 4:57     |  |
| 7.    | «I'm Gonna Get You»         | MacDonald, Peterson                        | 6:28     |  |
| 8.    | «Maladjusted Child»         | MacDonald, Peterson                        | 5:06     |  |
| 9.    | «Just a Little Bit (Redux)» | Dickie Peterson                            | 3:56     |  |
| 10.   | «No Relief»                 | MacDonald, Peterson                        | 9:26     |  |
| 54:53 |                             |                                            |          |  |

## Personal
- Dickie Peterson - Bajo eléctrico, voz
- Andrew MacDonald - Guitarra eléctrica, coros
- Paul Whaley - Batería (temas 3, 6-9)

## Otros créditos
Músicos invitados
- Joe Hasselvander - Batería (temas 1, 2, 4, 5, 10)
- Maria Merriman - Coros (tema 5)
- Michelle Metz - Coros (tema 5)

Arte y diseño
- Emek Golan
- Ed Spyra

Dirección
- Ron Rainey
- Greg Lewerke